# Geokichla piaggiae
Geokichla piaggiae là một loài chim trong họ Turdidae.

## Hình ảnh

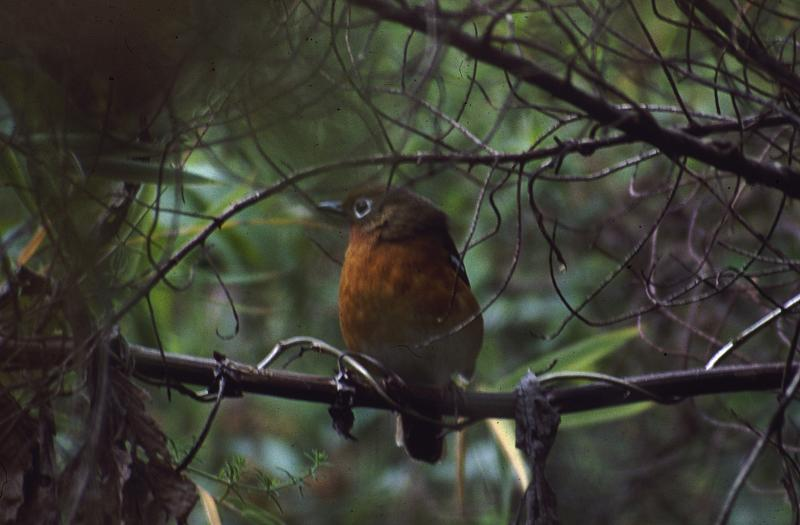
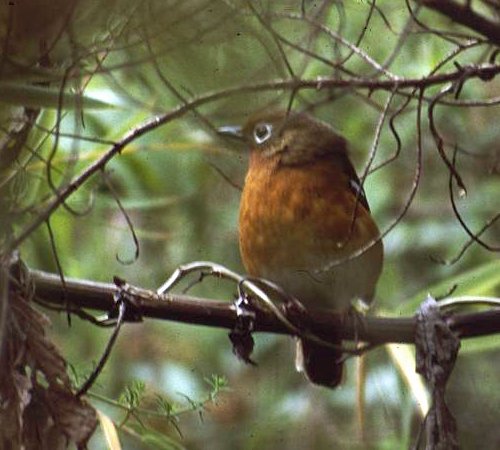